# Vila Boa (Sabugal)
Vila Boa es una freguesia portuguesa del concelho de Sabugal, en el distrito de Guarda, con 10,73 km² de superficie y 243 habitantes (2011). Su densidad de población es de 22,6 hab/km².